# Estrabismo
El estrabismo (del latín strabismus, derivado de strabus, -a, -um, "ojos torcidos", y el adjetivo strabo, "que padece estrabismo", a su vez del griego strabismós, de strabós, "bizco", supuestamente del verbo strabizein, "torcer", y el sufijo -ismo, "enfermedad") o bizquera es la pérdida de alineación de los ejes visuales al enfocar un objeto, lo que impide la fijación binocular. La ausencia de fijación binocular disminuye o anula la percepción de profundidad o estereopsis.
En la edad adulta la presentación suele ser aguda y el síntoma clave es la diplopía (visión doble); en este caso el diagnóstico ha de ser precoz puesto que la etiología subyacente puede ser potencialmente grave. Por el contrario, en la infancia, gracias a los diferentes fenómenos sensoriales compensatorios, la visión doble es poco frecuente y hace del estrabismo una afección asintomática. La prevalencia en la edad pediátrica es alta, aproximadamente un 5 % y, dada la trascendencia en el desarrollo visual, se hace imprescindible su correcta exploración y diagnóstico. 
Los términos estrabología y estrabólogo/-a designan la especialidad y a quien labora en ella.

## Clasificación
Existen varios métodos para definir y clasificar los estrabismos en función del criterio utilizado: 
Según el tipo de desviación:
- Vertical: hiperdesviación o hipodesviación.
- Horizontal: endodesviación o exodesviación.
- Torsional: inciclotorsión o exciclotorsión.
- Combinada.
Según la edad de inicio:
- Congénita-lactante: aparecida antes de los 6 meses de edad.
- Adquirida: después del desarrollo visual normal.
Según el estado de fijación:
- Alternante: fijación indistinta con un ojo u otro.
- Monocular: fijación preferente con uno de los ojos.
Según la estabilidad del ángulo de desviación:
- Concomitante: ángulo de desviación estable en todas las direcciones de la mirada.
- Incomitante: el ángulo varía en función de la dirección de la mirada.
Según el estado de fusión:
- Foria: desviación que solo se manifiesta con maniobras de rotura de la fusión.
- Tropía: desviación manifiesta. Ausencia de fusión.
- Tropía intermitente: existe fusión discontinua. 
Generalmente, se nombran los estrabismos en función de la dirección y el estado de fusión. 
El estado ideal es la ortoforia, que consiste en mantener los ejes visuales paralelos ante cualquier maniobra exploratoria, pero es frecuente la presencia de forias de pequeño ángulo sin trascendencia clínica. 

## Causas
Hasta hace poco, no se conocía una causa. Sin embargo, se ha demostrado recientemente una alteración primaria de la sustancia blanca cortical en los pacientes estrábicos y con ello, una disminución de la conectividad cortical que propicia la exacerbación de algunos reflejos oculomotores, incluido el tono vergencial, lo que incrementa el tono de los músculos rectos mediales. Pero no es la única causa, sino que puede que exista un problema sensorial primario. Cuando esto sucede, uno de los ojos suele tener visión mucho más reducida desde el nacimiento (como en una catarata congénita) o los dos ojos pueden tener diferentes propiedades ópticas; por ejemplo, un ojo puede ser apreciablemente más miope o más astigmático que el otro, o puede simplemente tener una miopía, hipermetropía o astigmatismo. Pueden existir también lesiones anatómicas en los nervios o en los músculos. Asimismo, cualquier tipo de enfermedad que ocasione una disminución de visión en alguno de los ojos, puede provocar estrabismo.
El estrabismo lo padecen entre el tres y el cinco por ciento de la población infantil (afecta a ambos sexos por igual) y suele existir alguna historia familiar.[cita requerida]

## Tropías y forias

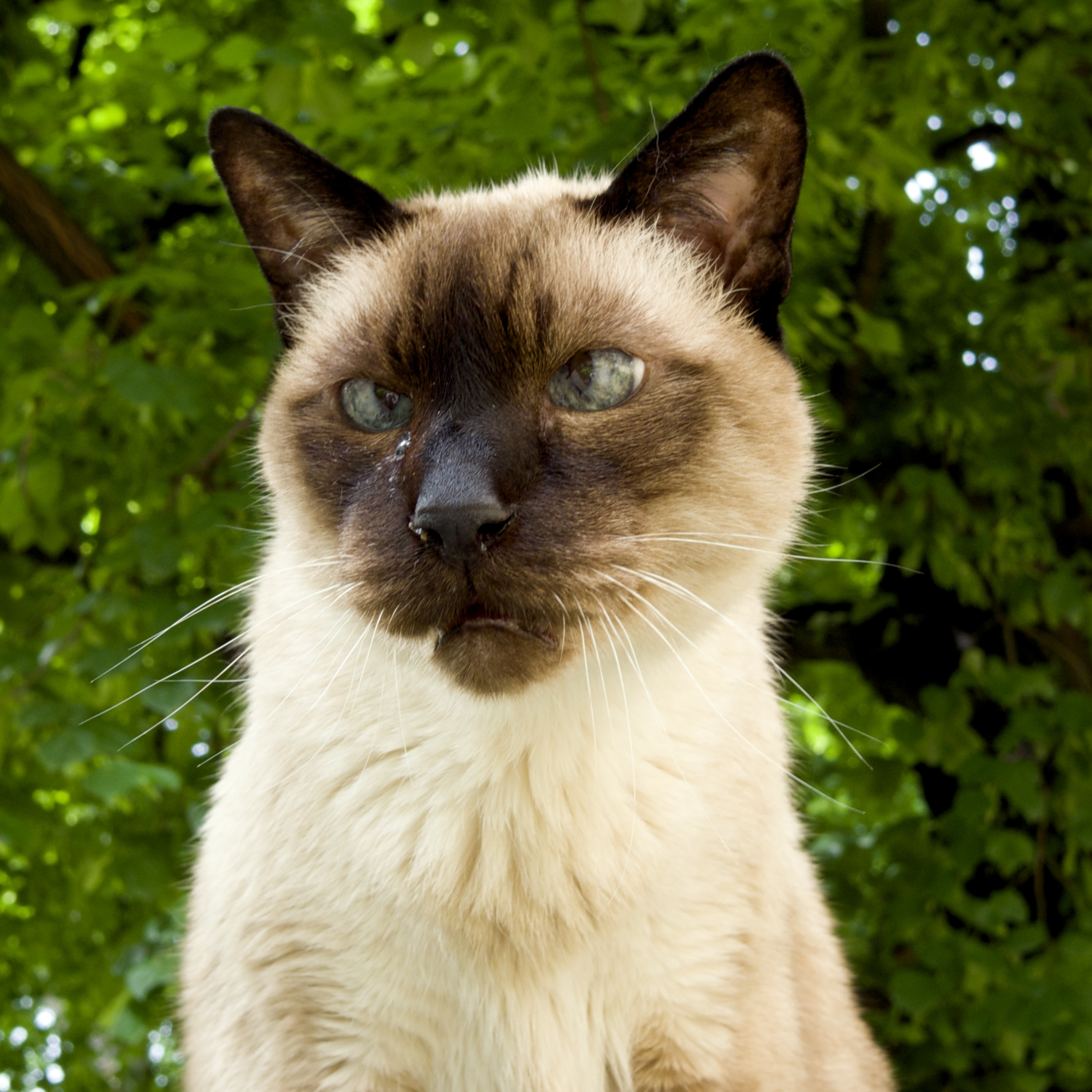
Un gato con estrabismo

La tropía es la desviación manifiesta, o sea que la desviación es detectada a simple vista. Por su parte, la foria es un estrabismo que se oculta la mayoría del tiempo. Es una desviación latente y a veces solo se pone de manifiesto mediante el denominado cover–test. Las forias se definen del mismo modo que las tropías: endoforia (uno de los ojos tiende a desviar hacia el interior), exoforia (hacia afuera), hiperforia (hacia arriba) e hipoforia (hacia abajo).[cita requerida]
Las forias comúnmente no ocasionan síntomas. Sin embargo, si la foria es grande, se necesita una gran cantidad de esfuerzo para que los músculos mantengan los dos ojos alineados y así evitar la diplopía. Esto puede conducir a problemas astenópicos y dolores de cabeza.[cita requerida]
Cuando el estrabismo es intermitente, los ojos pueden permanecer alineados y aparecer derecho la mayoría del tiempo. Ocasionalmente, el esfuerzo muscular estropea esta alineación y entonces aparece el estrabismo.[cita requerida]
El estrabismo también atinge a los animales en el caso de los gatos siameses, por lo general es convergente, con ambos ojos hacia adentro. Se asume que este rasgo está relacionado con el mismo gen que causa el albinismo.[cita requerida]

## Diagnóstico
Los ojos del paciente con estrabismo deberían examinarse tan pronto como sea posible. La meta está en impedir la ambliopía («ojo perezoso», u «ojo vago») y permitir el buen desarrollo de la visión binocular. Ningún niño es demasiado joven para ser examinado, y el cuidado temprano puede impedir problemas que más tarde no pueden ser corregidos. El tratamiento es más efectivo cuando se comienza antes. Después de los 7 años, las posibilidades son mucho menores.
Los servicios sanitarios de atención primaria tienen protocolos de manejo y detección precoz de las anomalías visuales en niños que deberían ser capaces de detectar el estrabismo en fases precoces que permitan abordar un tratamiento eficaz en el menor plazo posible.
Para medir el grado de desviación ocular, disponemos de una serie de tests diagnósticos:
- Test de Hirschberg: es la prueba más sencilla para el diagnóstico. Se basa en la observación del reflejo luminoso corneal al fijar la luz de una linterna de frente. En un paciente sano, los reflejos han de estar centrados en la pupila de ambos ojos. 
- Test Krimsky: muy similar al de Hirschberg, salvo que se antepone un prisma delante del ojo desviado para conocer la magnitud del ángulo de desviación.
- Cover Test: fijando un pequeño objeto, se ocluye primero un ojo y se observa el movimiento del ojo contralateral. En caso de aparecer movimiento para fijar el objeto, estamos ante un estrabismo. Se repite la misma maniobra en el segundo ojo. Si no ha habido movimiento, no existe estrabismo (test cover-uncover). A continuación, ocluiremos de forma alternante los dos ojos, rompiendo la fusión; si aparece movimiento, nos encontramos ante una foria o estrabismo latente (test cover alterno). 

## Formas clínicas más frecuentes
De forma básica, podríamos clasificar los estrabismos en formas convergentes (endotropías), divergentes (exotropías), verticales, paralíticos y restrictivos.
En los estrabismos convergentes, las formas más destacables son:
- Endotropía congénita: estrabismo de gran ángulo que aparece en los primeros 6 meses de vida. Suele ir asociado a otras anomalías de la motilidad ocular como la hiperfunción de los músculos oblicuos inferiores y nistagmos.
- Endotropía adquirida: aparece entre los 2 y los 4 años de vida. Con frecuencia es monocular, por lo que la ambilopía estará presente. Puede iniciarse bruscamente tras un cuadro viral, fiebre alta, estrés, etc.
- Endotropía acomodativa: su inicio de forma intermitente está relacionado con la fijación de objetos cercanos y es debido, casi de forma constante, a un defecto de refracción hipermetrópico. Su tratamiento es la corrección refractiva.
- Microtropía: desviaciones de muy pequeño ángulo, que pasan inadvertidas y, al ser monoculares, generan ambliopía severa. 
- Paresia/parálisis del VI nervio craneal: monoparesia más prevalente de la musculatura ocular extrínseca. En niños la causa más frecuente es la traumática, aunque conviene descartar la posibilidad de una leucemia o un glioma tronco-encefálico. En adultos jóvenes y adolescentes la causa puede ser desmielinizante. En adultos menores de 50 años se deberá solicitar siempre una resonancia magnética craneal, y en caso de ser negativa, valorar una prueba de edrofonio y punción lumbar. En adultos mayores de 50 años, la causa más frecuente es la isquemia microvascular, que se resuelve antes de 3 meses. 
En los estrabismos divergentes, las formas más destacables son: 
- Exoforia: solo presente al interrumpir la fusión. Puede producir astenopía, que es el conjunto de síntomas oculares (dolor de cabeza, hiperemia, molestias y cansancio ocular) debidos a la fatiga muscular tras esfuerzo visual intenso. 
- Exotropía intermitente: es el estrabismo divergente más frecuente. Típicamente desencadenada por la luz solar y de mayor intensidad en las últimas horas del día, cuando el sujeto está más cansado. Mediante el parpadeo suelen recuperar alineación ocular y no suele aparecer ambliopía.
- Exotropía constante: en su forma congénita, de aparición antes de  los 6 meses, está asociada a retraso psicomotor y anomalías craneofaciales. Existe una forma sensorial debida a déficit de la agudeza visual durante el desarrollo, como en el caso de catarata congénita unilateral u opacidad corneal. 
En los estrabismos verticales, las formas más destacables son:
- Síndromes alfabéticos: generalmente producidos por hiperfunción de los músculos oblicuo superior (síndromes en A) o inferior (síndromes en V) y, rara vez, por disfunción de los rectos verticales u horizontales. Ocurre cuando el ángulo de desviación horizontal varía en función de la mirada vertical.
- Desviación vertical disociada (DVD): movimiento de elevación, abducción y exciclotorsión que aparece al romper la fusión. Existe también una desviación horizontal disociada (DHD).
- Parálisis congénita del IV nervio craneal: típicamente presenta tortícolis compensatorio hacia el hombro opuesto al ojo afecto. Suele ser unilateral.
- Parálisis del III nervio craneal: aunque son más frecuentes las parálisis incompletas del III nervio craneal, en su forma clínica completa genera hipotropía y exotropía, midriasis arreactiva, parálisis de la acomodación y ptosis. 
En los estrabismos restrictivos, las formas más destacables son:
- Afección orbitaria: por ejemplo, fracturas de pared orbitaria con atrapamiento muscular, oftalmopatía tiroidea, pseudotumor orbitario, tumores orbitarios, etc.
- Síndrome de Duane: presenta de forma congénita, debido a anomalías inervaciones, una limitación de la abducción asociada a otras alteraciones en la motilidad ocular y palpebral.
- Síndrome de Brown: déficit de la elevación en aducción debido a una disfunción de la vaina tendinosa del músculo oblicuo superior.
- Síndrome de Möebius: parálisis congénita del VI y VII par craneal, por tanto, bilateral.

## Tratamiento

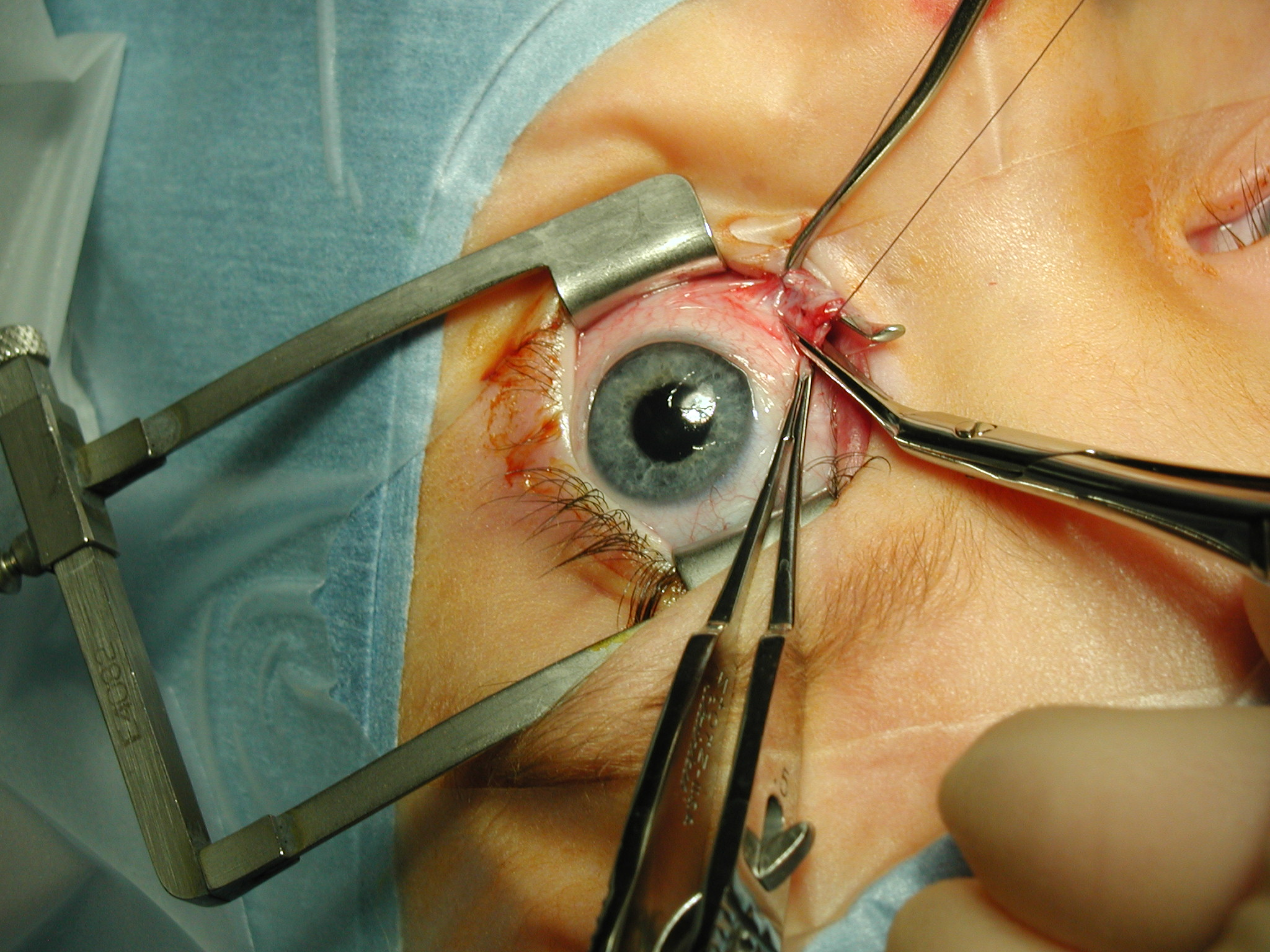
Práctica de cirugía para la corrección del estrabismo.

El estrabismo se puede tratar con cirugía, gafas o prismas ópticos, oclusiones con parches, o ejercicios oculares. Los objetivos con los niños son lograr un aspecto normal en los ojos, pero con una buena visión en cada ojo (con o sin la corrección óptica), una buena visión binocular y percepción de profundidad. Si un adulto tiene un estrabismo desde la niñez que no fue tratado, disminuye (pero no elimina) el porcentaje de éxito en la recuperación de la ambliopía y de la estereopsis. Los objetivos más frecuentes de la cirugía del estrabismo en la edad adulta son la restauración de la visión binocular, eliminación de la diplopía y/o reparación del tortícolis compensatorio. Ante un estrabismo crónico del adulto, el único beneficio potencial es el estético. 
El tratamiento consiste en acciones tendentes para mejorar la visión (intentar combatir la ambliopía) y mediante gafas y oclusiones, así como a veces cirugía sobre los músculos del ojo.
Las gafas, con o sin oclusión, son frecuentemente el primer tratamiento en casos de estrabismos de pocos grados, ante todo para las esotropías acomodativas, en las que la acomodación juega un papel decisivo. Si después de esto todavía existe una desviación de los ojos residual, o si el estrabismo es de mayor ángulo, se tendrá que recurrir a la cirugía o la inyección de toxina botulínica en los músculos oculares extrínsecos. Las gafas afectan a la posición al cambiar la reacción de la persona al enfoque. Los prismas cambian la dirección de la luz y por consiguiente las imágenes, lo que provoca el cambio en la posición del ojo.
La toxina botulínica es un método utilizado desde hace más de 20 años, pero tiene el inconveniente de su escasa predictibilidad y la posible aparición de efectos secundarios frecuentes, como ptosis parpebral o estrabismos secundarios. La duración de la parálisis muscular inducida por la toxina comienza a disiparse, con dosis habituales, en torno a las 6 semanas, por lo que muchos pacientes requerirán cirugía en último caso. 
La oclusión es la terapia más importante para los niños menores de 8-9 años, que tienen una disminución de la visión (ambliopía). Un parche se pone sobre el ojo normal ("bueno") para forzar el uso del torcido ("pobre" o ambliope), con el objeto de que su visión mejore y se igualen. Generalmente, la cirugía para la alineación se demora hasta que la visión del ojo amblíope se ha restablecido y estabilizado.
La cirugía se usa para acortar, alargar o cambiar con eficacia la posición de uno o más de los músculos del ojo, permitiendo la alineación correcta de ambos ojos. Tiende al "fortalecimiento" de algunos músculos del ojo y al "debilitamiento" de otros, para cambiar su fuerza efectiva sobre el globo ocular y lograr el alineamiento. 
La cirugía del estrabismo es un procedimiento relativamente seguro, pero puede tener algunos riesgos como cualquier cirugía y anestesia. A menudo es necesaria más de una intervención para obtener la mejor alineación de los ojos, y las gafas normalmente se tienen que seguir llevando. En los casos con ambilopía severa no recuperable, el pronóstico de recidiva del estrabismo después de la cirugía es alto a causa del poco estímulo visual del ojo ambílope. Este índice de recidiva será mayor cuanto mayor sea la severidad de la ambilopía y si no ha existido nunca binocularidad.
El tratamiento precoz del estrabismo en la infancia puede reducir las posibilidades de desarrollar ambliopía y los problemas de percepción de la profundidad. Las lentes prismáticas se utilizan para evitar que se produzca la visión doble (diplopía); sin embargo, esto no cura la dolencia.
En adultos con alineamiento visual normal, el comienzo del estrabismo normalmente provoca diplopía. Es recomendable realizar una visita al oftalmólogo para revisar la salud ocular y al optometrista (especialista de la visión) para revisar la salud visual, durante el primer año de vida y otra entre los 3 y 6 años de edad. En caso de estrabismo, la vigilancia y control deben extenderse hasta la adolescencia, aunque la situación estética sea normal.